# A2-es autópálya (Hollandia)
Az A2-es autópálya (hollandul: Rijksweg 2) egy 217 km hosszú autópálya Hollandiában. Egyes szakaszokon N2-es autóút a neve.